# Experimental metal
Experimental metal er en crossovergenre der er perspektiveret til metal bands. Den er karakteriseret som en meget eksperimenterende genre som ikke har nogen standardlyd, instrumenter eller lyrik. Dog er de instrumenter der mest optræder i denne genre guitar, bas, keyboard, synthesizer, violin og trommer. Nogen af de første bands der blev klassificeret i Avant garde metal var Celtic Frost, Fleurety og Ved Buens Ende.

## Links
- Avantgarde-Metal.com Arkiveret 28. februar 2009 hos  Wayback Machine